# Zapoteca aculeata
Zapoteca aculeata là một loài thực vật có hoa thuộc họ đậu, Fabaceae, là loài đặc hữu của Ecuador. Môi trường sống tự nhiên của chúng là vùng núi ẩm nhiệt đới hoặc cận nhiệt đới.